# Det store Derbyløb
Det store Derbyløb er en dansk stumfilm fra 1913 produceret af Dania Biofilm Kompagni og instrueret af Poul Gregaard.

## Handling
Løjtnant Kurt Stoffeldt har konstant økonomiske problemer, der forværres dag for dag. Da han har forlovet sig med den smukke Alice Brandit, synes alt at falde sammen. Han beder sin gamle ven Otto Storm om hjælp, og Otto introducerer ham for ågerkarlen Creutz, der giver Kurt et lån. Creutz ser dog gerne, at hans datter Sarah gifter sig med Kurt, der dog ignorerer deres opfordringer, da han er lykkelig med Alice. Da hans økonomi forværres yderligere, tilbyder Sarah at betale hans gæld, hvis han vil gifte sig med hende, men Kurt afslår. Kurts sidste håb er at vinde førstepræmien i det store derbyløb. Sarah er rasende over afvisningen og hævner sig ved at sabotere Kurts saddel før løbet. Alice, der mistænker Curt for at have en affære med Sarah, følger hende og opdager sabotagen. I stedet for at råbe op, bytter hun Curts saddel med Otto Storms. Under løbet falder Otto af hesten og bliver lettere såret. Sarah, rystet over konsekvensen af sin handling, beder Otto om tilgivelse, og han tilgiver hende. Alice er også rystet, men de to kvinder bliver forsonet. Curt vinder løbet og modtager publikums hyldest. Han har reddet sin ære og kan nu betale sin gæld.

## Medvirkende
- Aud Egede-Nissen
- Peter Malberg som officer
- Victor Neumann som Ågerkarl
- Julie Rosenberg som Ågerkarlens kone
- Gerda Tarnow som Danserinde, datter af ågerkarlen
- Hilmar Clausen som Officer
- Maria Schmidt

## Referener
1. ↑  Filmprogram, dfi.dk